# Alan Stewart od Darnleya
Sir Alan Stewart od Darnleya (nakon 1406.–1439.) bio je škotski plemić, iz obitelji Stewartâ od Darnleya, sudionik Stogodišnjega rata

## Život
Kao sin Ivana Stewarta od Darnleya i Elizabete, kćeri Donnchadha, grofa od Lennoxa, Alan je pratio svoga oca i braću u bitku u Francusku.
Nakon smrti njegova oca u bitci kod Herringsa, 1429., za vrijeme opsade Orléansa, Darnley je naslijedio očeve titule kao gospodar Aubignyja i Concressaulta, ali ne i grofoviju Évreux. Također je naslijedio naslov višega časnika (Constable) škotske vojske u Francuskoj i poglavarstvo nad obitelji Stewartâ od Darnleya.
Međutim, do 1437., odrekao se svojih francuskih posjeda u korist svoga mlađega brata, Sir Johna Stewarta, te se vratio u Škotsku.
Bio je umiješan u krvnu osvetu s klanom Boyd iz dvorca Dean. Ubio ga je 1439. Sir Thomas Boyd od Kilmarnocka, a njegovu je smrt kasnije osvetio njegov mlađi brat Alexander Stewart, u bitci kod brijega Craignaught.

## Ženidba i potomstvo
Alan Stewart od Darnleya oženio je Catherine Seton, kćer Sir Williama Setona, gospodara Setona, i Janet Dunbar, kćeri George, grofa od Dunbara. Imali su potomstvo:
- John Stewart, 1. grof od Lennoxa
- Alexander Stewart od Galstona

Nakon Darnleyeva ubojstva, njegova se udovica Catherine udala za Herberta Maxwella, 1. lorda Maxwella.

## Vanjske poveznice
- Škoti u opsadi Orléansa (francuski)